# 로마 황제 목록
다음 목록의 내용은 로마 제국의 황제들의 연대표이다.
로마 제국의 첫 번째 황제는 아우구스투스이다.

## 율리우스-클라우디우스 왕조
| 사진 | 이름                                                      | 출생                                              | 재위                                 | 계승                                                                                       | 사망                                                         |
| ---- | --------------------------------------------------------- | ------------------------------------------------- | ------------------------------------ | ------------------------------------------------------------------------------------------ | ------------------------------------------------------------ |
|      | 아우구스투스 CAESAR DIVI FILIVS AVGVSTVS                  | 기원전 63년 9월 23일, 놀라                        | 기원전 27년 1월 16일 ~ 14년 8월 19일 | 로마 원로원과의 ‘첫 번째 합의’의 결과로 사실상의 황제가 되다.                              | 14년 8월 19일 자연사.                                        |
|      | 티베리우스 TIBERIVS CAESAR AVGVSTVS                       | 기원전 42년 11월 16일, 로마                       | 14년 9월 18일 ~ 37년 3월 16일        | 아우구스투스의 부인 리비아 드루실라의 친아들이자, 아우구스투스의 양자.                     | 37년 3월 16일 자연사.                                        |
|      | 칼리굴라 GAIVS CAESAR AVGVSTVS GERMANICVS                 | 12년 8월 31일, 이탈리아 안티움                    | 37년 3월 18일 ~ 41년 1월 24일        | 티베리우스의 조카 게르마니쿠스의 아들.                                                     | 41년 1월 24일 가장 신임하는 장군에게 암살.                   |
|      | 클라우디우스 TIBERIVS CLAVDIVS CAESAR AVGVSTVS GERMANICVS | 기원전 10년 8월 1일, 갈리아 루그두넨시스 루그두눔 | 41년 1월 25일(26일) ~ 54년 10월 13일 | 티베리우스의 조카, 게르마니쿠스의 동생이자 칼리굴라의 삼촌. 근위대에 의해 황제로 지명되다. | 54년 10월 13일 부인인 소 아그리피나에 의한 독살 가능성 있음. |
|      | 네로 NERO CLAVDIVS CAESAR AVGVSTVS GERMANICVS             | 37년 12월 15일, 이탈리아 안티움                   | 54년 10월 13일 ~ 68년 6월 9일        | 클라우디우스의 의붓아들이자 양아들.                                                        | 68년 6월 9일 원로원에 의해 국가의 적으로 선언된 이후 자살.   |

## 네 명의 황제의 해~플라비우스 왕조
| 초상 | 이름                                                     | 출생                                         | 재위                           | 계승                                             | 사망                                                             |
| ---- | -------------------------------------------------------- | -------------------------------------------- | ------------------------------ | ------------------------------------------------ | ---------------------------------------------------------------- |
|      | 갈바 SERVIVS GALBA IMPERATOR CAESAR AVGVSTVS             | 기원전 3년 12월 24일, 이탈리아 테라치나 인근 | 68년 6월 8일 ~ 69년 1월 15일   | 네로 사망 후 스페인 지역의 지원으로 권력을 장악. | 69년 1월 15일 친위대에 의해 암살.                                |
|      | 오토 MARCVS OTHO CAESAR AVGVSTVS                         | 32년 4월 25일, 이탈리아 페렌티움             | 69년 1월 15일 ~ 69년 4월 16일  | 친위대에 의해 선출.                              | 69년 4월 16일 베드리아쿰 전투에서 비텔리우스에게 패배한 후 자살. |
|      | 비텔리우스 AVLVS VITELLIVS GERMANICVS AVGVSTVS           | 15년 9월 24일, 로마                          | 69년 4월 17일 ~ 69년 12월 20일 | 게르마니아군의 지지로 권력을 장악.               | 69년 12월 20일 베스파시아누스의 군대에게 살해.                   |
|      | 베스파시아누스 TITVS FLAVIVS CAESAR VESPASIANVS AVGVSTVS | 9년 11월 17일, 이탈리아 팔라크리네           | 69년 7월 1일 ~ 79년 6월 24일   | 동방 지역의 지지로 권력을 장악.                  | 79년 6월 24일 자연사.                                            |
|      | 티투스 TITVS FLAVIVS CAESAR VESPASIANVS AVGVSTVS         | 39년 12월 30일, 로마                         | 79년 6월 24일 ~ 81년 9월 13일  | 베스파시아누스의 첫째 아들.                      | 81년 9월 13일 전염병으로 인한 자연사.                            |
|      | 도미티아누스 TITVS FLAVIVS CAESAR DOMITIANVS AVGVSTVS    | 51년 10월 24일, 로마                         | 81년 9월 14일 ~ 96년 9월 18일  | 베스파시아누스의 둘째 아들.                      | 96년 9월 18일 암살.                                              |

## 네르바-안토니누스 왕조
| 초상 | 이름                                                                    | 출생                             | 재위                           | 계승                                                             | 사망                                         |
| ---- | ----------------------------------------------------------------------- | -------------------------------- | ------------------------------ | ---------------------------------------------------------------- | -------------------------------------------- |
|      | 네르바 Marcus Cocceius Nerva                                            | 30년11월 8일, 나르니             | 96년 9월 18일–98년 1월 27일    | 도미티아누스 황제가 암살 당하자 원로원의 추대를 받아 황제가 됨.  | 자연사                                       |
|      | 트라야누스 Marcus Ulpius Nerva Traianus                                 | 53년 9월 18일, 히스파니아        | 98년 1월 27일–117년 8월 8일    | 네르바 황제의 양자.                                              | 자연사                                       |
|      | 하드리아누스 Publius Aelius Traianus Hadrianus                          | 76년 1월 24일,히스파니아         | 117년 8월 11일–138년 7월 10일  | 트라야누스 황제의 양자.                                          | 자연사                                       |
|      | 안토니누스 피우스 Titus Aurelius Fulvius Boionius Arrius Antoninus Pius | 86년 9월 19일, 이탈리아 라누비움 | 138년 7월 11일 – 161년 3월 7일 | 하드리아누스 황제의 양자.                                        | 자연사                                       |
|      | 마르쿠스 아우렐리우스 Marcus Aurelius Antoninus                         | 121년 4월 26일,로마              | 161년 3월 7일 – 180년 3월 17일 | 안토니누스 피우스의 양자이며 사위. <명상록>의 저자               | 자연사                                       |
|      | 루키우스 베루스 Lucius Aurelius Verus                                   | 130년 12월 15일,로마             | 161년 3월 8일 – 169년 1월 23일 | 안토니누스 피우스의 양자이며 아우렐리우스와는 의붓형제이며 사위. | 자연사                                       |
|      | 콤모두스 Marcus Aurelius Commodus Antoninus                             | 161년 8월 31일,라누비움          | 177년 – 192년 12월 31일        | 마르쿠스 아우렐리우스황제의 친아들.                              | 폭정을일삼다 근위대장 라이투스에 의해 살해됨 |

## 다섯 황제의 해
| 초상 | 이름                                         | 출생                           | 재위                           | 계승 | 사망                 |
| ---- | -------------------------------------------- | ------------------------------ | ------------------------------ | --- | -------------------- |
|      | 페르티낙스 Publius Helvius Pertinax          | 126년 8월 1일                  | 193년 1월 1일 - 193년 3월 28   | 콤모두스 황제가 암살된 이후 원로원의 추대를 받아 황제가 되었지만 재위 3개월만에 근위대에게 살해됐다.                                                                                           | 193년 3월 28일암살   |
|      | 디디우스 율리아누스 Didius Iulianus          | 133년 1월 28일 - 193년 6월 1일 | 193년 3월 28일 - 193년 6월 1일 | 페르티낙스 황제 암살 이후 근위대에 의하여 경매를 통하여 황제가 됨 하지만 곧 근위대에게 배신 당하여 욕실에서 처형당했다.                                                                        | 193년 6월 2일 암살   |
|      | 페스켄니우스 니게르 Gaius Pescennius Niger   | 135년 ?월 ?일 - 194년 5월      | 193년 4월 9일 - 194년 5월      | 페르티낙스 황제가 암살된 이후 시리아 군단의 추대를 받아 황제로 선포 됐고, 이후 셉티미우스 세베루스와의 전투에서 패하며 사망했다.                                                               | 194년 5월 암살       |
|      | 클로디우스 알비누스 Decimus Clodius Albinus  | 135년- 194년 5월               | 193년 - 197년 2월 9일          | 페스켄니우스 니게르와 비슷한 시기 갈리아 브리타니아 지역 군단의 추대를 받아 황제로 선포 되었고, 한때 부황제로 칭호를 얻기도 했지만 이후 셉티미우스 세베루스 황제와의 내전에서 패하며 사망했다. | 197년 2월 9일 암살   |
|      | 셉티미우스 세베루스 Lucius Septimius Severus | 145년 4월 11일 - 221년 2월 4일 | 193년 4월 9일 - 221년 2월 4일  | 판노니아 군단의 추대를 받아 콤모두스 황제 암살 이후 혼란기를 진압하고 세베루스 왕조를 개창했다.                                                                                                | 221년 2월 4일 자연사 |

## 세베루스 왕조
- 셉티미우스 세베루스 (Lucius Septimius Severus) (193년 - 211년):다섯 황제의 해를 평정한 인물로 혼란스러운 제국을 다시 통합하고 안정시킴 이후 제국을 두 아들에게 물려주고 병으로 사망.
- 카라칼라 (Marcus Aurelius Antoninus, Caracalla) (211년 - 217년):'안토니누스 칙령'을 반포한 황제로 유명하며 이로인해 자유민들 또한 제국의 시민권을 획득함. 근위대장 마크리누스에게 살해됨.
  - 공동 황제 게타 (Geta) (211년 - 212년):카라칼라 황제의 동생으로 아버지의 사망이후 형과 다툼으로 가족들이 보는 앞에서 형에게 살해됨.
- 마크리누스 (Marcus Opellius Macrinus) (217년 - 218년):재위 찬탈자로 이후 내전에 패배해 살해됨.
- 공동황제 디아두메니아누스(Diadumenianus)(217년 - 218년):마크리누스의 아들로 공동 통치자로 선포됨 하지만 곧 내전에서 패하며 아버지와 함께 최후를 맞이함.
- 엘라가발루스 (Marcus Aurelius Antoninus, Heliogabalus) (218년 - 222년):카라칼라 황제의 모친인 율리아 돔나의 동생인 율리아 마이사의 외손자로 그의 통치에 불만을 품은 근위대에 살해됨.
- 세베루스 알렉산데르 (Marcus Aurelius Severus Alexander) (222년 - 235년):엘라가발루스 황제의 사촌동생으로 근위대의 추대를 받아 황제가 됨 하지만 그의 정책에 불만을 품은 군대에 의해 살해됨.

## 군인 황제 시대중의 황제들
- 막시미누스 트락스 (Gaius Iulius Verus Maximinus Thrax) (235년 - 238년):군인황제시대의 시작을 알린 황제로 군대의 추대를 받아 황제가 됨 하지만 그에게 불만을 품은 군대에 의해 살해됨
- 고르디아누스 1세 (Marcus Antonius Gordianus Sempronianus Romanus Africanus)(238년):황제로 선포되었지만 내전에서 패한 뒤 자결함
- 고르디아누스 2세 (Marcus Antonius Gordianus) (238년):고르디아누스 1세의 아들로 내전에서 패해 전사함
- 푸피에누스 (Marcus Clodius Pupienus Maximus) (238년):발비누스와 함께 공동황제로 임명됨 이후 발비누스와 신경전을 벌이다 자객들에 의해 살해됨
- 발비누스 (Decius Caelius Calvinus Balbinus) (238년):명문가 출신으로 푸피아누스와 신경전을 벌이다 이둘에게 불만을 품은 자객들에게 살해됨
- 고르디아누스 3세 (Marcus Antonius Gordianus Pius) (238년-244년):고르디아누스 1세의 외손자로 푸피에누스, 발비누스와 함께 공동황제로 임명됨 이후 저 두명이 죽자 근위대의 추대를 받아 단독황제가 되었지만 페르시아와의 전쟁 중 근위대장 필리푸스에게 살해됨
- 필리푸스 아라부스 (Marcus Iulius Philippus) (244년-249년):아랍 지역 출신으로 고르디아누스 3세를 암살하고 황제가 되었지만 모에시아 군대의 추대를 받은 데키우스에게 패해 살해됨
- 필리푸스 2세(247년-249년):필리푸스 아라부스의 아들로 아버지가 내전에서 패하며 사망
- 데키우스 (Gaius Messius Quintus Traianus Decius) (249년-251년):감찰관 제도를 부활시킴 하지만 고트족과의 전투에서 패해 전사함
  - 공동 황제 헤렌니우스 에트루스쿠스 (Quintus Herennius Etruscus Messius Decius) (251년):아버지와 함께 전투에서 전사함
- 호스틸리아누스 (Gaius Valens Hostilianus Messius Quintus) (251년):데키우스 황제의 아들로 그의 죽음엔 여러 설들이 있음

- 트레보니아누스 갈루스 (Gaius Vibius Trebonianus Gallus) (251년-253년):원로원과 군대의 추대를 받아 황제가 됨 하지만 모에시아 군단의 추대를 받은 아이밀리아누스에 패해 살해됨
  - 공동황제 볼루시아누스 (251-253):내전에서 패하며 아버지와 함께 최후를 맞이함
- 아이밀리아누스 (Marcus Aemilius Aemilianus) (253년):모에시아 군단의 추대를 받아 황제가 됨 하지만 곧 발레리아누스에게 패하며 살해됨
- 발레리아누스 (Publius Aurelius Licinius Valerianus) (253년-260년):아이밀리아누스를 몰아내고 이후 이민족들의 침입과 반란을 진압하였으나 페르시아 전쟁 당시 포로로 잡히며 비참한 최후를 맞이함
  - 갈리에누스 (Publius Licinius Egnatius Gallienus) (253년-268년):발레리아누스의 아들로 그의 제위기간 제국은 최악의 위기를 맞이 하였고, 제국이 3개로 분열되었다. 이후 그에게 불만을 품은 근위대에게 살해됨
- 클라우디우스 고티쿠스 (Marcus Aurelius Claudius Gothicus) (268년-270년):갈리에누스 황제 사망이후 황제로 추대됨 이후 아우렐리아누스를 후계자로 지명하며 자연사
- 퀸틸루스 (Marcus Aurelius Claudius Quintillus) (270년):고티쿠스 황제의 동생으로 황제를 자칭하였다가 비참한 최후를 맞이함
- 아우렐리아누스 (Lucius Domitius Aurelianus) (270년-275년):알레만니족과 고트족의 침입을 물리치고 갈리에누스 황제 이후 3개로 분열되어 있던 제국을 다시 재통합 함 하지만 근위대에게 암살
- 마르쿠스 클라우디우스 타키투스 (Marcus Claudius Tacitus) (275년-276년):원로원 의원 출신으로 원로원의 추대를 통해 황제가 됨 그의 사인은 정확히 알 수 없음
- 플로리아누스 (Marcus Annius Florianus) (276년):타키투스의 동생으로 프로부스에 패해 살해됨
- 마르쿠스 아우렐리우스 프로부스(Marcus Aurelius Probus) (276년-282년):플로리아누스를 살해하고 황제가 됨 이후 게르만 족의 침입을 막아내긴 했지만 상비군과 용병제 폐지를 시도하다 그의 정책에 불만을 품은 군대에 의해 암살
- 카루스 (Marcus Aurelius Carus) (282년-283년):페르시아 원정 도중 벼락을 맞아 사망함
- 카리누스 (Marcus Aurelius Carinus) (283년-284년):카루스 황제의 아들로 디오클레티아누스와의 전투 중 부하에게 살해됨
  - 공동 황제 누메리아누스, (283년):카리누스 황제의 동생으로 부하들에게 살해됨

## 테트라키아

### 사두정치(286년~305년)
- 디오클레티아누스 (정제(동):Valerius Diocletianus) (284년 - 305년):3세기의 위기를 평정함
  - 공동 황제 막시미아누스 (정제(서):Marcus Aurelius Valerius Maximianus 286년 - 305년):디오클레티아누스의 오랜 전우이며 동료인 막시마아누스를 286년 공동황제로 지명 305년 공동 퇴위
  - 공동 황제 콘스탄티우스 클로루스 (부제(서):Valerius Constantius Chlorus 293년-306년):막시마아누스 황제의 사위, 콘스탄티누스 대제의 아버지
  - 공동 황제 갈레리우스 (부제(동):Maximianus 293년 - 311년):디오클레티아누스 황제의 사위

### 305년~306년
- 콘스탄티우스 클로루스 (정제(서):Flavius Valerius Constantius Chlorus 293년-306년)

- 갈레리우스 (정제(동):galerius Maximianus, 293년 - 311년)

- 발레리우스 세베루스(부제(서):Flavius Valerius Severus , 세베루스 2세라고 도 불림 ):새로운 서방의 부제로 임명되었으나 막센티우스와의 내전에서 패하며 처형됨

- 막시미누스 2세(부제(동): Gaius Valerius Maximinus Daia, 308년 - 313년):갈레리우스 황제의 조카

### 306년~307년
- 발레리우스 세베루스(정제(서):Flavius Valerius Severus)):새로운 서방의 황제로 임명되었으나 막센티우스와의 내전에서 패하며 처형됨

- 갈레리우스(정제(동) galerius Maximianus, 293년 - 311년)

- 콘스탄티누스 1세(부제(서):Flavius Valerius Constantinus) (306년 - 337년)) (306년 - 337년)):밀라노 칙령을 통해 크리스트교를 공인하고 수도를 콘스탄티노폴리스 로 이전한 황제로 유명함

- 막시미누스 2세(부제(동):Gaius Valerius Maximinus Daia 308년 - 313년)

### 307년~310년
- 리키니우스(정제(서):Flavius Galerius Valerius Licinianus Licinius 308년 - 324년):갈레리우스 황제의 친구이며 이후 콘스탄티누스와의 내전에서 패해 사망

- 갈레리우스 (정제(동):galerius Maximianus, 293년 - 311년)

- 콘스탄티누스 1세(부제(서):Flavius Valerius Constantinus) (306년 - 337년), 337년 - 361년):밀라노 칙령을 통해 크리스트교를 공인하고 수도를 콘스탄티노플로 이전한 황제로 유명함

- 막시미누스 2세(부제(동):Gaius Valerius Maximinus Daia, 308년 - 313년):갈레리우스 황제의 조카 리키니우스와의 내전에서 패하며 사망함

### 310년~311년
- 리키니우스(정제(서):Flavius Galerius Valerius Licinianus Licinius 308년 - 324년):갈레리우스 황제의 친구이며 이후 콘스탄티누스와의 내전에서 패해 사망

- 막시미누스 2세(정제(동):Gaius Valerius Maximinus Daia, 308년 - 313년):갈레리우스 황제의 조카

- 막센티우스(찬탈자:Marcus Aurelius Valerius Maxentius ,283 – 312년 10월 28일):막시미아누스 황제의 아들이며 갈레리우스 황제의 사위로 발레리우스 황제를 살해하고 황제를 칭함

- 콘스탄티누스 1세(부제(서):Flavius Constantinus) (306년 - 337년):밀라노 칙령을 통해 크리스트교를 공인하고 수도를 콘스탄티노폴리스 로 이전한 황제로 유명함

### 311년~312년
- 리키니우스(정제(서):Flavius Galerius Valerius Licinianus Licinius 308년 - 324년):갈레리우스 황제의 친구이며 이후 콘스탄티누스와의 내전에서 패해 사망

- 막시미누스 2세(정제(동):Gaius Valerius Maximinus Daia, 308년 - 313년):갈레리아누스 황제의 조카

- 콘스탄티누스 1세(부제(서):Flavius Valerius Constantinus) (306년 - 337년)밀라노 칙령을 통해 크리스트교를 공인하고 수도를 콘스탄티노폴리스 로 이전한 황제로 유명함

### 312년~324년
- 콘스탄티누스 1세(정제(서):Flavius Constantinus) (306년 - 337년):밀라노 칙령을 통해 크리스트교를 공인하고 수도를 콘스탄티노폴리스 로 이전한 황제로 유명함

- 리키니우스(정제(동):Flavius Galerius Valerius Licinianus Licinius 308년 - 324년):갈레리우스 황제의 친구이며 이후 콘스탄티누스와의 내전에서 패해 사망

### 324년~337년
- 콘스탄티누스 1세(단독 황제:Flavius Valerius Constantinus) (306년 - 337년):밀라노 칙령을 통해 크리스트교를 공인하고 수도를 콘스탄티노폴리스 로이전한 황제로 유명함

## 콘스탄티누스 왕조
- 콘스탄티누스 1세 (Flavius Valerius Constantinus) (306년 - 337년):밀라노 칙령을 통해 크리스트교를 공인하고 수도를 콘스탄티노플로 이전한 황제로 유명
  - 콘스탄티누스 2세 (Flavius Claudius Constantinus(337년 - 340년) 갈리아,브리타니아,히스파니아 등의 속주 통치 동생 콘스탄스와의 전투 중 암살
  - 콘스탄티우스 2세 (Flavius Iulius Constantius) (337년 - 361년) 이집트,소아시아,시리아 등의 속주 통치 이후 제국을 통합한 뒤 병으로 사망
  - 콘스탄스 (Flavius Iulius Constans) 337년 - 350년):이탈리아,카르타고,그리스 지역 속주 통치 마그넨티우스에게 암살당함
  - 율리아누스 (Flavius Claudius Iulianus) (361년 - 363년):콘스탄티누스 대제의 조카로 페르시아 원정중 부상으로 사망
  - 요비아누스 (Flavius Claudius Iovianus) (363년 - 364년):본래 콘스탄티누스 왕조 출신이 아니지만 율리아누스 황제가 서거하자 군대의 추대를 받아 황제가 됨

## 발렌티니아누스 왕조

### 서방 황제
- 발렌티니아누스 1세(Flavius Valentinianus) (364년-375년)(공동 황제 그라티아누스(367년-375년):동방을 자신의 동생 발렌스에게 다스리게 하고 자신은 서방 통치 콰디족 사신과의 만남 이후 급격한 건강 악화로 사망

- 그라티아누스 (Flavius Gratianus) (375년 - 383년) (공동 황제 발렌티니아누스 2세 (Flavius Valentinianus), (375년-383년):테오도시우스와 함께 테살로니카 칙령을 통해 기독교를 국교로 선포 마그누스 막시무스에게 살해됨
- 발렌티니아누스 2세 (서방 황제, Flavius Valentinianus), (383년-392년):발렌티니아누스 1세의 아들이자 그라티아누스 황제의 이복동생으로 아르보가스트에게 폐위되어 암살 됨
- 마그누스 막시무스(383년 - 388년) :제위 찬탈자, 테오도시우스 1세에게 서방황제로 인정받았으나 곧 페위됨
- 발렌티니아누스 3세(Flacidius Valentinianus)(425년 - 450년):테오도시우스 왕조와 발렌티니아누스 왕조 양가의 피가 흐르고 있음 페트로니우스 막시무스에게 살해됨

동방 황제
- 발렌스(Flavius Valens), (364년-378년):발렌티니아누스 황제의 친동생 아드리아노폴리스 전투에서 전사함

## 테오도시우스 왕조
- 테오도시우스 1세 (Flavius Theodosius) (379년 - 395년):로마제국 전체를 다스린 마지막 황제

서방 황제
- 호노리우스(Flavius Honorius)(395년 - 423년):아르카디우스 황제의 친동생으로 그의 치세 때 고트족의 영웅 알라리크에게 제국의 옛 수도 로마가 약탈되며 파괴됨
- 요한네스(loannes)(423년 - 425년):테오도시우스 왕조 태생이 아니었지만 황제가 되었고, 곧 동로마군에게 살해됨

- 발렌티니아누스 3세(Flacidius Valentinianus)(425년 - 450년):테오도시우스 왕조와 발렌티니아누스 왕조 양가의 피가 흐르고 있음 페트로니우스 막시무스에게 살해됨

동방 황제
- 아르카디우스(Flavius Arcadius, 395년 ~408년):테오도시우스 황제의 장남

- 테오도시우스 2세(Flavius Theodosius, 408년 ~ 450년):아르카디우스 황제의 아들 그의 치세에 테오도시우스 성벽이 완성됨

- 마르키아누스(Flavius Marcianus, 450년 - 457년):테오도시우스 왕조 출신이 아님, 아르카디우스 황제의 사위,테오도시우스 2세의 매형

## 서방 황제
- 플라비우스 아우구스투스 호노리우스 (Flavius Augustus Honorius) (395년 - 423년) (공동 황제 콘스탄티우스 3세 Flavius Constantius, 421년)
  - 요한네스 (Ioannes) (423년 - 425년)
- 발렌티니아누스 3세 (Placidus Valentinianus) (425년 - 455년)
- 페트로니우스 막시무스 (Petronius Maximus) (455년):발렌티니아누스 3세 황제를 살해하고 황제가 됨. 하지만 곧 가이세리크가 이끄는 반달족을 피해 도망치다 로마시민들에게 살해됨
- 아비투스 (Eparchius Avitus) (456년 - 457년):서고트족의 지원을 받아 황제로 즉위했고, 사실상 리키메르의 꼭두각시 황제
- 마요리아누스 (Iulius Valerius Maiorianus) (457년 - 461년):서고트족과 수에비족을 격퇴하고 서로마 제국의 영토 대부분을 탈환함 하지만 이에 경계심을 가진 리키메르에 의해 살해됨
- 리비우스 세베루스 (Libius Severus) (461년) - 465년):리키메르에 의해 추대된 황제로서 곧 살해됨
- 안테미우스 (Anthemius) (467년 - 472년):동로마의 황제였던 마르키아누스 황제의 사위로 리키메르에게 살해됨
- 올리브리우스 (Anicius Olybrius) (472년):리키메르에 의해 추대된 꼭두각시 황제로 병사함
- 글리케리우스 (Glycerius) (473년 - 474년)
- 율리우스 네포스 (Iulius Nepos) - (474년 - 475년/480년) 서로마 제국의 합법적인 최후의 황제
- 로물루스 아우구스투스 (Romulus Augustus, 혹은 로물루스 아우구스툴루스(Romulus Augustulus)),(475년 - 476년) 비공식 최후의 황제

오도아케르와 동고트 왕국으로 이어지다.

## 동방 황제

#### 테오도시우스 왕조(395~457)
- 아르카디우스(Flavius Arcadius, 395년 ~408년)

- 테오도시우스 2세(Flavius Theodosius, 408년 ~ 450년)

- 마르키아누스(Flavius Marcianus, 450년 - 457년)

#### 레오 왕조(457~518)
- 레오 1세 트라키아인 (Flavius Valerius Leo; 401-474, 재위 : 457 - 474) – 군인
- 레오 2세 (Flavius Leo; 467 - 474, 재위 : 474) – 레오 1세의 손자, 제논의 아들
- 제논 (Flavius Zeno; 425 - 491, 재위 : 474 - 475) – 레오 1세의 사위; 원래 이사우리아 출신
- 바실리스쿠스 (Flavius Basiliscus; ? - c. 477, 재위 : 475 - 476) – 제위 찬탈자 ; 레오 1세의 처남
- 제논 (Flavius Zeno; 재위 : 476 - 491) – 복위됨
- 아나스타시우스 1세 (Flavius Anastasius;430 - 518, 재위 : 491 - 518) – 황실 시종장 출신; 레오 1세의 사위, 제논의 미망인인 아리아드네 황후에 의해 황제로 승격함

#### 유스티니아누스 왕조(518-602)
- 유스티누스 1세 (Flavius Iustinius; 450 - 527, 재위 : 518 - 527) – 황실 경비대장
- 유스티니아누스 1세 (Flavius Petrus Sabbatius Iustinianus;  482 - 565, 재위 : 527 - 565) – 유스티누스 1세의 조카이자 양자; 하기아 소피아를 건설하다; 로마법을 집대성함; 수많은 서방 영토를 회복하다; 동방정교회의 발전에 힘쓰다.
- 유스티누스 2세 (Flavius Iustinius Iunior; 520 - 578, 재위 : 565 - 578) – 유스티니아누스의 조카
- 티베리우스 2세 콘스탄티누스 (Flavius Tiberius Constantinus; 540 - 582, 재위 : 574, 578 - 582) – 콤메스 에스큐비트리스(Comes Excubitris); 유스티누스 2세의 양자
- 마우리키우스 (Flavius Mauricius Tiberius; 539 - 602, 재위 : 582 - 602) – 티베리우스 2세의 사위

#### 특정 왕조 없음(602-610)
- 포카스 (Flavius Phocas; ? - 610, 재위 : 602 - 610) – 발칸 군대의 지휘관으로 마우리키우스에 반기를 들어 제위를 찬탈함

#### 이라클리오스 왕조(610-711)
- 헤라클리우스 (Ηράκλειος) (575 - 641, 재위 : 610 - 641) – 제위 찬탈; 아르메니아 혈통인 카르타고 총독의 아들. 사산조 페르시아와의 전쟁에서 승리했으나 이슬람의 팽창으로 팔레스타인과 이집트를 잃음; 그리스어를 공용어로 결정함.
- 콘스탄티노스 3세 (헤라클리우스 콘스탄티누스) (Κωνσταντίνος Γ') (612 - 641, 재위 : 641) – 헤라클리우스의 아들; 헤라클로나스와 공동통치
- 헤라클로나스 (콘스탄티누스 헤라클리우스) (Ηρακλωνάς) (626 - 641?, 재위 : 641) – 헤라클리우스의 아들; 신체 절단 후 폐위됨
- 콘스타스 2세 포고나투스 (Πωγωνάτος, 털복숭이) (Κώνστας Β') (630 - 668, 재위 : 641 - 668) – 콘스탄티누스 3세의 아들; 궁정에서 암살됨
- 콘스탄티노스 4세 (Κωνσταντίνος Δ') (649 - 685, 재위 : 668 - 685) – 콘스탄스 2세의 아들
- 유스티니아누스 2세 리노트메투스 (Ιουστινιανός Β' ο Ρινότμητος) (668 - 711, 재위 : 685 - 695) – 콘스탄티누스 4세의 아들; 코와 혀가 잘리고 폐위당해 추방됨

#### 20년의 혼란기(695-717)
- 레온티오스 (Λεόντιος) (재위 : 695 - 698) – 제위 찬탈; 스트라테고스; 코가 잘린 후 폐위, 투옥되었다가 나중에 처형됨
- 티베리오스 3세 (Τιβέριος Γ' ο Αψίμαρος) (재위 : 698 - 705) – 제위찬탈; 아프시마르(Apsimar)라는 이름의 게르만족; 폐위, 처형됨
- 유스티니아노스 2세 리노트메투스 (Ιουστινιανός Β' ο Ρινότμητος) (재위 : 705 - 711) – 복위되었다가 폐위, 처형됨
- 필리피코스 바르다네스 (Φιλιππικός Βαρδάνης) (재위 : 711 - 713) – 아르메니아 출신; 눈이 뽑힌 후, 폐위
- 아나스타시오스 2세 (Αναστάσιος Β') ( ? - 721, 재위 : 713 - 715) – 필리피쿠스의 궁정비서 출신; 폐위되어 수도원이 들어감; 나중에 반란을 일으켰으나 처형당함
- 테오도시오스 3세 (Θεοδόσιος Γ') (재위 : 715 - 717) – 징세관; 제위에서 물러나 수도원에 들어감

#### 이사우리아 왕조(717-802)
- 레오 3세 이사우리아인 (Λέων Γ' ο Ίσαυρος) (675 - 741, 재위 : 717 - 741) – 스트라테고스
- 콘스탄티노스 5세 코프로니모스 (Κωνσταντίνος Ε' ο Κοπρώνυμος ή Καβαλίνος) (718 - 775, 재위 : 741) – 레오 3세의 아들;폐위됨
- 아르타바스두스 (Αρτάβασδος ο Εικονόφιλος) (재위 : 741 - 743) – 레오 3세의 사위
- 콘스탄티노스 5세 코프로니모스 (Κωνσταντίνος Ε' ο Κοπρώνυμος ή Καβαλίνος) (재위 : 743 - 775) – 복위됨
- 레온 4세 (Λέων Δ' o Χαζάρος) (750 - 780, 재위 : 775 - 780) – 콘스탄티누스 5세의 아들
- 콘스탄티노스 6세 (Κωνσταντίνος ΣΤ') (771 - 797 or 805, 재위 : 780 - 797) – 레온 4세의 아들; 어머니 이레네에게 눈이 뽑힘
- 이레네 아테네이아 (Ειρήνη η Αθηναία) (755 - 803, 재위 : 797 - 802) – 레온 4세의 아내이자 콘스탄티누스 6세의 어머니; 폐위되어 레스보스 섬에 유배됨

#### 니케포로스 왕조(802-813)
- 니케포로스 1세 (Νικηφόρος Α') ( ? - 811, 재위 : 802 - 811) – 궁정 재무 대신; 불가르족과의 전투에서 전사함, 해골은 불가르족 칸 크룸의 술잔으로 사용되다
- 스타우라키오스 (Σταυράκιος Φωκάς) ( ? - 812, 재위 : 811) – 니케포루스 1세의 아들; 불가르족 크룸과의 전투에서 부상으로 결국 죽다.
- 미카일 1세 랑가베스 (Μιχαήλ Α' Ραγκαβής) (재위 : 811 - 813) – 니케포루스 1세의 사위, 궁정의 장관; 스스로 제위에서 내려와 수도원에 들어감

#### 특정 왕조 없음(813-820)
- 레온 5세 아르메니아인 (Λέων Ε' ο Αρμένιος) (775 - 820, 재위 : 813 - 820) – 스트라테고스(Strategos)출신; 암살됨

#### 아모리아 왕조(820-867)
- 미카엘 2세 (Μιχαήλ Β' ο Τραυλός ή Ψελλός) (770 - 829, 재위 : 820 - 829) – 스트라테고스 출신, 콘스탄티누스 6세의 사위
- 테오필로스 (Θεόφιλος) (813 - 842, 재위 : 829 - 842) – 미카일 2세의 아들
  - 테오도라 (Θεοδώρα) (재위 : 842 - 855) – 테오필루스의 황후; 여제이자 미카일 3세의 섭정; 폐위되어 수도원에 들어감
- 미하일 3세 (Μιχαήλ Γ' ο Μέθυσος) (840 - 867, 재위 : 842 - 867) – 테오필루스의 아들; 암살당함

#### 마케도니아 왕조(867-1056)
- 바실레이오스 1세 (Βασίλειος Α') (811 - 886, 재위 : 867 - 886) - 미하일 3세의 궁정신하 출신; 사냥에서 사고로 죽다
- 레온 6세 (Λέων ΣΤ' ο Σοφός) (866 - 912, 재위 : 886 - 912) – 바실리오스 1세 또는 미하일 3세의 아들일 수도 있음
- 알렉산드로스 (Αλέξανδρος Γ' του Βυζαντίου) (870 - 913, 재위 : 912 - 913) – 바실리오스 1세의 아들; 조카의 섭정
- 콘스탄티노스 7세 (Κωνσταντίνος Ζ' ο Πορφυρογέννητος) (905-959, 재위 : 913 - 959) – 레오 6세의 아들
  - 로마노스 1세 레카페노스 (Ρωμανός Α' ο Λεκαπηνός) (870 - 948, 재위 : 919 - 944) – 콘스탄티노스 7세의 장인이자 사위와 공동 황제; 아들에 의해 폐위되어 수도원에 들어감
- 로마노스 2세 포르피로옌니토스 (Ρωμανός Β' ο Πορφυρογέννητος) (939 - 963, 재위 : 959 - 963) – 콘스탄티노스 7세의 아들
- 니케포로스 2세 포카스 (Νικηφόρος Β' Φωκάς) (912 - 969, 재위 : 963 - 969) – 스트라테고스 (Strategos),; 로마노스 2세의 황후와 결혼; 바실리오스 2세의 섭정; 암살당함
- 요안니스 1세 치미스키스 (Ιωάννης Α' Κουρκούας ο Τσιμισκής) (925 - 976, 재위 : 969 - 976) – 로마노스 2세의 매제; 니케포루스 황후의 연인이었으나 결혼이 금지당함; 바실리오스의 섭정
- 바실레이오스 2세 불가록토노스 (Βασίλειος Β' ο Βουλγαροκτόνος) (958 - 1025, 재위 : 976 - 1025) – ‘불가르족의 학살자’; 로마노스 2세의 아들
- 콘스탄티노스 8세 (Κωνσταντίνος Η')(960-1028, 재위 : 1025 - 1028) – 로마노스 2세의 아들; 형 바실리우스 2세와 공동 황제
- 로마노스 3세 아르기로스 (Ρωμανός Γ' ο Αργυρός) (968 - 1034, 재위 : 1028 - 1034) – 콘스탄티노폴리스 총독; 조이의 첫 남편으로 콘스탄티누스 8세에 의해 발탁됨; 살해됨
- 미카일 4세 파플라고니아인 (Μιχαήλ Δ' ο Παφλαγών) (1010 - 1041, 재위 : 1034 - 1041) – 조이의 두 번째 남편
- 미카일 5세 칼라파테스(Μιχαήλ Ε' ο Καλαφάτης) (1015 - 1042, 재위 : 1041 - 1042) – 미카일 4세의 조카, 조이의 양자
  - 조에 (Ζωή) (978 - 1050, 재위 : 1042) – 콘스탄티누스 8세의 둘째딸, 1028년부터 황후의 지위, 동생 테오도라와 공동 여제
  - 테오도라 (Θεοδώρα) (980 - 1056, 재위 : 1042) – 콘스탄티누스 8세의 셋째딸; 언니 조이와 공동 여제
- 콘스탄티노스 9세 모노마코스 (Κωνσταντίνος Θ' ο Μονομάχος) (1000 - 1055, 재위 : 1042 - 1055) – 조이의 세 번째 남편
- 테오도라 (Θεοδώρα) (재위 : 1055 - 1056) – 복위됨

#### 특정 왕조 없음(1056-1059)
- 미하일 6세 브링가스 (Μιχαήλ ΣΤ' ο Στρατιωτικός) (? - ?, 재위기간:1056 - 1057) – 테오도라가 후계자로 낙점; 폐위됨
- 이사키오스 1세 콤니노스 (Ισαάκιος Α' ο Κομνηνός) (1007 경 - 1060, 재위 : 1057 - 1059) – 장군 출신, 반란으로 즉위; 병으로 제위를 사양하고 수도원에 들어감

#### 두카스 왕조(1059-1081)
- 콘스탄티노스 10세 두카스 (Κωνσταντίνος Ι' ο Δούκας) (1006 - 1067, 재위 : 1059 - 1067) – 미카일 프셀루스의 영향으로 황제로 선택됨
- 로마노스 4세 디오예니스 (Ρωμανός Δ' Διογένης) (1032 - 1072, 재위 : 1068 - 1071) – 콘스탄티노스 10세의 미망인과 결혼; 공동 황제, 폐위되어 맹인이 되어 죽음
- 미하일 7세 두카스 (Μιχαήλ Ζ' Δούκας Παραπινάκης) (1050 - 1090, 재위 : 1071 - 1078) – 콘스탄티노스 10세의 아들, 원래 두 형제와 로마노스와 공동 황제였음; 폐위되어 수도원에 들어감
- 니키포로스 3세 보타니아티스 (Νικηφόρος Γ' Βοτανειάτης) (1001 - 1081, 재위 : 1078 - 1081) – 스트라테고스(Strategos), 미하일 7세의 아내와 중혼; 폐위되어 강제로 수도원에 들어감

#### 콤니노스 왕조(1081-1185)
- 알렉시오스 1세 콤니노스 (Αλέξιος Α' Κομνηνός) (1057 - 1118, 재위 : 1081 - 1118) – 이사키오스 1세의 조카; 콘스탄티노스 10세의 손조카와 결혼
- 요안니스 2세 콤니노스 (Ιωάννης Β' Κομνηνός o Καλός) (1087 - 1143, 재위 : 1118 - 1143) – 알렉시오스 1세의 아들; 사냥에서 사고로 죽음
- 마누일 1세 콤니노스 (Μανουήλ Α' Κομνηνός ο Μέγας) (1118 - 1180, 재위 : 1143 - 1180) – 요안니스 2세의 아들
- 알렉시오스 2세 콤니노스 (Αλέξιος B' Κομνηνός) (1169 - 1183, 재위 : 1180 - 1183) – 마누일 1세의 아들
- 안드로니코스 1세 콤니노스 (Ανδρόνικος Α' Κομνηνός) (1118 - 1185, 재위 : 1183 - 1185) – 요안니스 2세의 조카; 알렉시오스 2세의 미망인과 결혼; 폐위되고 고문당한 후 처형됨; 트라페주스 제국의 콤니노스 가계의 원조

#### 앙겔로스 왕조(1185-1204)
- 이사키오스 2세 앙겔로스 (Ισαάκιος Β' Άγγελος) (1156 - 1204, 재위 : 1185 - 1195) – 알렉시오스 1세의 증손자; 폐위되고 실명당함
- 알렉시오스 3세 앙겔로스 (Αλέξιος Γ' Άγγελος) (1153 - 1211, 재위 : 1195 - 1203) – 이사키오스 2세의 형; 제4차 십자군으로 폐위되어 강제로 수도원에 감
- 이사키오스 2세 앙겔로스 (Ισαάκιος Β' Άγγελος) (두 번째 재위: 1203 - 1204) – 제4차 십자군으로 복위; 알렉시오스 5세에 의해 폐위
  - 알렉시오스 4세 앙겔로스 (Αλέξιος Δ' Άγγελος) (1182 - 1204, 재위 : 1203 - 1204) – 이사키오스 2세의 아들로 아버지와 공동 황제; 알렉시우스 5세에 의해 폐위되어 살해당함
- 알렉시오스 5세 두카스 (Αλέξιος Ε' Δούκας ο Μούρτζουφλος) (1140 - 1204, 재위 : 1204) – 제위 찬탈; 알렉시오스 3세의 사위

#### 라스카리스 왕조(니케아 제국, 1204-1261)
- 콘스탄티노스 라스카리스 (1204년 통치) – 공식적인 즉위는 없었음
- 테오도로스 1세 라스카리스 (Θεόδωρος Α' Λάσκαρης) (1174 - 1222, 재위 : 1204 - 1222) – 알렉시오스 3세의 사위
- 요안니스 3세 두카스 바타치스 (Ιωάννης Γ' Δούκας Βατάτζης) (1192 - 1254, 재위 : 1222 - 1254) –  테오도로스 1세의 사위; 간질환자
- 테오도로스 2세 라스카리스 (Θεόδωρος Β' Δούκας Λάσκαρης) (1221 - 1258, 재위 : 1254 - 1258) – 요안니스 3세의 아들
- 요안니스 4세 라스카리스 (Ιωάννης Δ' Δούκας Λάσκαρης) (1250 - 1305, 재위 : 1258 - 1261) – 테오도로스 2세의 아들, 미하일 8세에 의해 폐위되어 실명당하고 감옥에 갇힘

#### 팔레올로고스 왕조(콘스탄티노폴리스 회복, 1259-1453)
- 미하일 8세 팔레올로고스 (Μιχαήλ Η' Παλαιολόγος) (1224 - 1282, 재위 : 1259 - 1282) – 스트라테고스(Strategos); 요한네스 4세의 섭정; 알렉시우스 3세의 증손자
- 안드로니코스 2세 팔레올로고스 (Ανδρόνικος Β' ο Γέρος) (1258 - 1332, 재위 : 1282 - 1328) – 미하일 8세의 아들; 제위에서 물러남
  - 미하일 9세 팔레올로고스(재위 1281 - 1320)-안드로니코스 2세의 아들.공동 황제.
- 안드로니코스 3세 팔레올로고스  (Ανδρόνικος Γ' Παλαιολόγος ο Νέος) (1297 - 1341, 재위 : 1328 - 1341) – 안드로니코스 2세의 손자
- 요안니스 5세 팔레올로고스 (Ιωάννης Ε' Παλαιολόγος) (1332 - 1391, 재위 : 1341 - 1347) – 안드로니코스 3세의 아들, 요안니스 6세에게 폐위 당함
- 요한네스 6세 칸타쿠제노스 (Ιωάννης Στ' Καντακουζηνός) (1295 - 1383, 재위 : 1347 - 1354) – 요안니스 5세의 장인; 폐위되어 수도원에 들어감
- 요안니스 5세 팔레올로고스 (Ιωάννης Ε' Παλαιολόγος) 재위 : 1354 - 1376) – 복위됨; 안드로니코스 4세에 의해 폐위
- 마타이오스 칸타쿠제노스 (Ματθαίος Ασάνης Καντακουζηνός) (재위: 1353 – 1357) – 요안니스 5세 팔레올로고스와 공동 황제; 이리니 팔레올로기나의 남편.
- 안드로니코스 4세 팔레올로고스 (Ανδρόνικος Δ' Παλαιολόγος) (1348 - 1385, 재위 : 1376 - 1379) – 요안니스 5세의 아들; 반란 끝에 한쪽 눈을 실명당함; 나중에 반란에 성공했다가 다시 폐위; 세 번째 반란을 일으킴
- 요안니스 7세 팔레올로고스 (Ιωάννης Ζ' Παλαιολόγος) (1370-1408, 공동 황제 1376-1379), deposed
- 요안니스 5세 팔레올로고스 (Ιωάννης Ε' Παλαιολόγος) (Ιωάννης Ε' Παλαιολόγος) (재위 : 1379 - 1390) – 복위되었다가 다시 폐위
- 요안니스 7세 팔레올로고스 (Ιωάννης Ζ' Παλαιολόγος) (재위 : 1390)
- 요안니스 5세 팔레올로고스 (Ιωάννης Ε' Παλαιολόγος) (ruled 1390 - 1391) – 복위됨
- 마누일 2세 팔레올로고스 (Μανουήλ Β' Παλαιολόγος) (1350 - 1425, 재위 : 1391 - 1425) – 요안니스 5세의 아들
- 요안니스 7세 팔레올로고스 (Ιωάννης Ζ' Παλαιολόγος) (섭정 1399 - 1402)
- 요안니스 8세 팔레올로고스 (Ιωάννης Η' Παλαιολόγος) (1392 - 1448, 재위 : 1425 - 1448) – 마누일 2세의 아들. 공동 황제(재위 ? - 1425년)
- 콘스탄티노스 11세 팔레올로고스 (Κωνσταντίνος ΙΑ' Παλαιολόγος Δραγάσης) (1405 - 1453, 재위 : 1449 - 1453) – 마누일 2세의 아들; 콘스탄티노폴리스에서 제위에 오르지 않았음; 콘스탄티노폴리스의 함락 때 전사함.

#### 팔레올로고스 왕조 (망명)
- 토마스 팔레올로고스 (Θωμάς Παλαιολόγος) (1409 or 10 - 1465) – 콘스탄티노스 11세의 동생; 로마에 망명 중 죽음
- 안드레아스 팔레올로고스 (Ανδρέας Παλαιολόγος) (1453 - 1502) – 토마스의 아들; 교황 비오 2세에 의해 단독 왕국을 부여받음, 1494년 프랑스의 샤를 8세에게 황제의 지위를 팔았고 또 아라곤의 페르난도 2세와 카스티야의 이사벨 1세에게 유언으로 남겼다.

## 같이 보기
- 동로마 제국
- 라틴 제국
- 트라페주스 제국

## 관련 페이지
- 고대 로마사
- 로마 제국
- 로마 집정관 연대표
- 제정 로마 집정관 연대표
- 동로마 황제
- 동고트 국왕 연대표